# 曼特諾波利斯

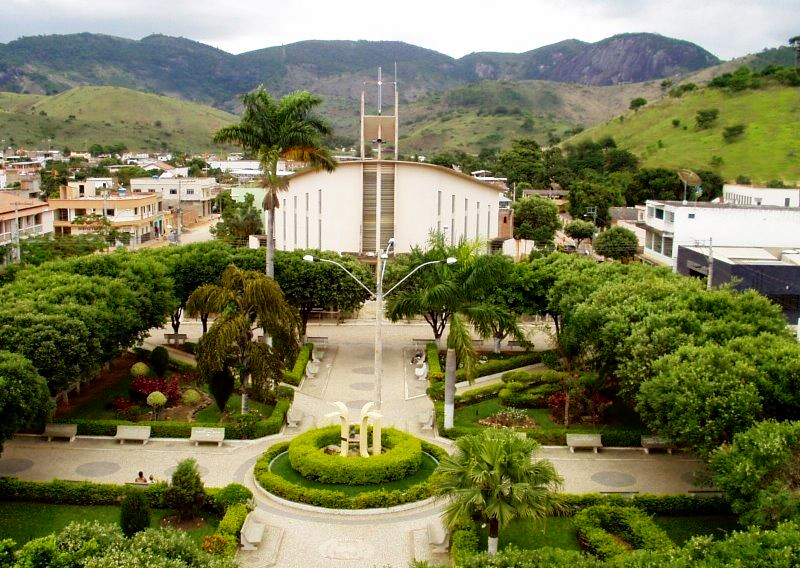
曼特諾波利斯

18°51′46″S 41°07′22″W / 18.86278°S 41.12278°W
曼特諾波利斯（葡萄牙語：Mantenópolis），是巴西的城鎮，位於該國東南部，由聖埃斯皮里圖州負責管轄，始建於1954年1月7日，面積321平方公里，2010年人口13,612，人口密度每平方公里42.35人。